# Putsch de la Brasserie
Vous lisez un « article de qualité » labellisé en 2009.
Le putsch de la Brasserie ou putsch de Munich est une tentative de prise du pouvoir par la force en Bavière menée par Adolf Hitler, dirigeant du Parti national-socialiste des travailleurs allemands (NSDAP), dans la soirée du 8 novembre 1923. Elle se déroula principalement à la Bürgerbräukeller, une brasserie de Munich. Y participèrent notamment Hermann Göring, Ernst Röhm, Rudolf Hess, Heinrich Himmler et Julius Streicher.
Soutenue par le général Erich Ludendorff, et acceptée dans un premier temps par le triumvirat dirigeant la Bavière composé de Gustav von Kahr, Otto von Lossow et Hans Ritter von Seisser, elle se termina dans la confusion et par un échec total des putschistes. Condamné à cinq ans de détention, Adolf Hitler ne passa finalement que treize mois à la prison de Landsberg, du 11 novembre 1923 au 20 décembre 1924, mettant son incarcération à profit pour rédiger Mein Kampf.
Si l'épisode est en lui-même mineur dans l'histoire de la république de Weimar, il devint l'un des mythes fondateurs du régime nazi, qui organisa sa commémoration annuelle et érigea la Blutfahne au rang de symbole. Il constitua un tournant dans l'histoire et la stratégie du mouvement nazi. Hitler tira en effet toutes les leçons de ce fiasco, renforça son pouvoir sur le parti et tenta de bénéficier du soutien des milieux conservateurs et de l'armée, volonté qui s'illustra notamment par l'organisation de la nuit des Longs Couteaux.

## Le contexte

### Le parti nazi

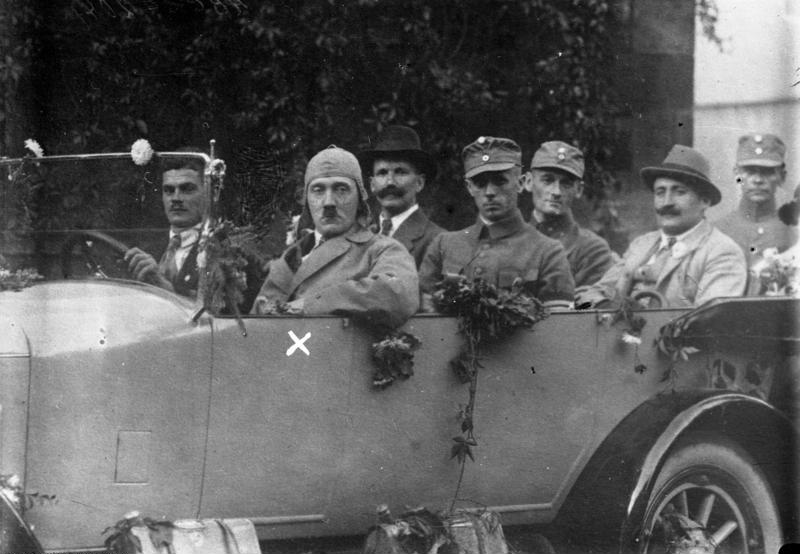
Adolf Hitler en tournée de propagande en 1923.

Depuis le 29 juillet 1921, Adolf Hitler est le dirigeant incontesté du parti nazi : « il n'était alors qu'un agitateur de brasserie : une célébrité locale assurément, mais à peine connue ailleurs ». Son parti est doté d'une aile paramilitaire depuis 1920, la section de gymnastique et de sport, créée et commandée par Ernst Röhm, rebaptisée Sturmabteilung (SA) en octobre 1921. À l'instar de nombreuses autres organisations paramilitaires de droite et de gauche, elle entretient une violence politique endémique dans les premières années de la République de Weimar, notamment illustrée par l'assassinat de Walther Rathenau. Hitler ne dédaigne pas de participer aux actions de sa milice : à la suite d'une rixe destinée à empêcher la tenue d'une réunion du Bayernbund, une ligue séparatiste bavaroise dirigée par Otto Ballerstedt, le 14 septembre 1921, il est condamné en janvier 1922 pour attentat à la liberté de réunion et coups et blessures, à une peine légère : trois mois de prison dont deux avec sursis, celui-ci étant subordonné à sa bonne conduite future.
De 1921 à 1923, Hitler renforce son parti, notamment avec l'arrivée de Julius Streicher, chef d'une importante organisation nationaliste en Franconie, d'Hermann Göring qui prend la direction de la SA en 1922, de Max Erwin von Scheubner-Richter, diplomate qui dispose d'un vaste cercle de relations, et, via Max Amann, d'Ernst Hanfstaengl, issu de la haute bourgeoisie munichoise, qui assure le financement du parti. Les fonds recueillis par ce dernier permettent notamment d'intensifier la propagande nazie via le Völkischer Beobachter. Par l'entremise de Rudolf Hess, Hitler est reçu par Erich Ludendorff en 1921, puis, grâce à Göring, noue des contacts, peu concluants, avec Hans von Seeckt et Otto von Lossow. Début mai, il rencontre également Gustav von Kahr à la demande de celui-ci, sans résultat, les deux interlocuteurs cherchant mutuellement à se neutraliser et à s'utiliser l'un l'autre.

Benito Mussolini lors de la marche sur Rome.

La marche sur Rome menée par Benito Mussolini le 28 octobre 1922 persuade Hitler qu'il peut accomplir en Allemagne ce que Mussolini a réussi en Italie. Cette conviction est renforcée par l'élan nationaliste qui suit l'occupation de la Rhénanie et de la Ruhr par les troupes françaises et belges, en raison du retard pris par l'Allemagne pour payer les réparations prévues par le traité de Versailles ; cette occupation suscite une vague d'unité nationale, une politique de résistance passive impulsée par le gouvernement de Wilhelm Cuno, et génère de nombreux affrontements et attentats, comme ceux commis par Albert Leo Schlageter. Craignant que l'attitude du gouvernement et la protestation populaire ne lui coupent l'herbe sous le pied, Hitler rend les « criminels de novembre » responsables de l'invasion de la Ruhr et interdit à ses partisans de participer à une résistance active menée sous l'égide de l'unité nationale,. Cette position « déplaît souverainement » au gouvernement bavarois et à la Reichswehr. L'occupation de la Ruhr permet toutefois au parti nazi d'augmenter ses effectifs de 35 000 recrues de février à novembre 1923, ce qui porte ses effectifs à 55 000 membres et fait naître les premiers soupçons d'un putsch.
La crise économique et l'hyperinflation font elles aussi le lit du parti nazi : en janvier 1923, un dollar vaut 17 972 marks, en août 4 620 455, en septembre 98 860 000, en octobre 25 260 280 000 et en novembre 4 200 milliards. En 1923, le parti nazi est l'élément le plus important du paysage politique bavarois, non en raison de son importance numérique, mais pour sa nature et son potentiel, son rôle de catalyseur et sa capacité à la radicalisation ; il est le parti le plus dynamique, le mieux adapté à une mobilisation populaire. Le parti nazi n'a toutefois pas encore de moyens à la hauteur de ses ambitions. Sur l'initiative de Hitler, il tente, avec d'autres organisations nationalistes regroupées au sein de l’Arbeitsgemeinschaft, d'empêcher par la force le défilé des forces de gauche à l'occasion du 1er Mai à Munich. Cette tentative se solde par un échec : les milices de l’Arbeitsgemeinschaft, encerclées par la police, ne peuvent effectuer aucune action.

### La radicalisation en Bavière

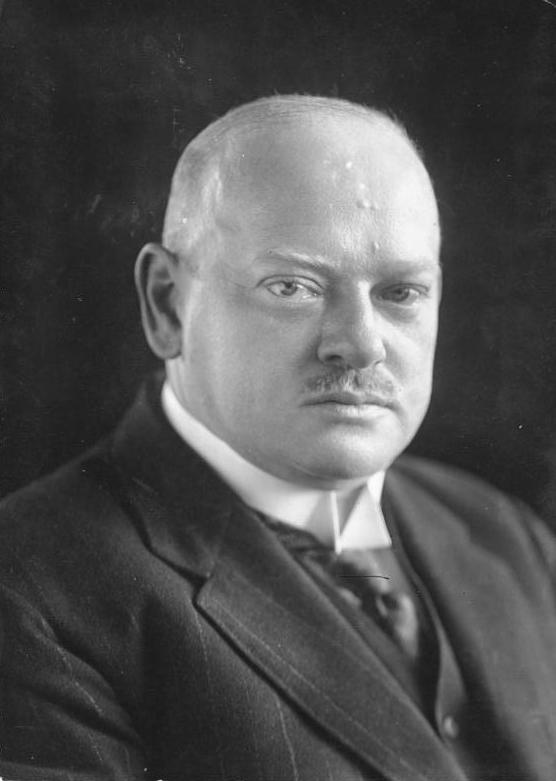
Gustav Stresemann en 1925.

Afin de rétablir l'ordre, le nouveau gouvernement de la république, conduit par Gustav Stresemann, accepte d'exécuter les obligations imposées à l'Allemagne par le traité de Versailles, ce qui constitue une trahison pour les nationalistes. Dans le but d'éviter un soulèvement, le gouvernement bavarois nomme le 26 septembre 1923 Gustav von Kahr commissaire général, qui forme un triumvirat avec le chef de l'armée bavaroise Otto von Lossow et le chef de la police, Hans Ritter von Seisser : le nouveau pouvoir interdit une série de réunions prévues par le parti nazi le 27 septembre 1923 afin de renverser le gouvernement de Berlin. L'imbroglio entre autorités fédérales et régionales, entre décideurs politiques et militaires est complet : alors que Stresemann demande en vain au président Friedrich Ebert de proclamer l'état d'urgence, la Reichswehr en poste en Bavière sous le commandement de Lossow refuse d'obéir aux ordres du chef de l'armée Hans von Seeckt, et soutient Kahr. Lossow refuse également d'appliquer l'ordre d'interdire le Völkischer Beobachter, l'organe du parti national-socialiste, ce qui fait dire à Seeckt, le 22 octobre 1923, que la démarche du gouvernement bavarois est une ingérence dans le commandement militaire contraire à la Constitution. À Berlin, Seeckt projette de mettre sur pied une « dictature légale » pour pallier la crise, ce que Stresemann refuse. Il perd l'appui de l'armée et Seeckt lui annonce : « Monsieur le chancelier, on ne peut mener la lutte avec vous : vous n'avez pas la confiance des troupes ».
Les 1er et 2 septembre 1923 à Nuremberg, Adolf Hitler participe, aux côtés de Erich Ludendorff, au Deutscher Tag, durant lequel défilent pendant plus de deux heures 100 000 paramilitaires nationalistes, dont de nombreux membres de la Reichsflagge d'Ernst Röhm ; à la suite de ce rassemblement le NSDAP, le Bund Oberland (en) et la Reichsflagge sont regroupés, sur l'initiative d'Ernst Röhm, au sein du Deutscher Kampfbund (Ligue de combat allemande), dont la direction militaire est confiée à Hermann Kriebel, la gestion à Max Erwin von Scheubner-Richter et la direction politique à Hitler, ce qui ne lui donne que peu de pouvoir réel. La rumeur d'une marche sur Berlin se répand le 3 novembre. Seeckt fait part au ministre de l'Intérieur qu'il ne tentera aucune action contre l'armée bavaroise : « La Reichswehr ne tire pas sur la Reichswehr »,.

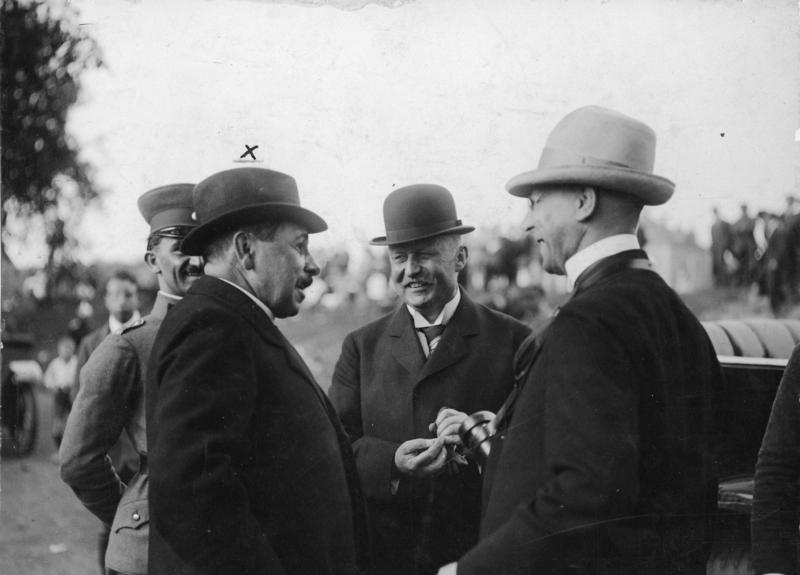
Gustav von Kahr (à gauche).

D'octobre à début novembre s'engagent des négociations en tous sens qui mènent à un véritable imbroglio, alors que la radicalisation se poursuit : le 20 octobre 1923, Kahr déclare que « la Bavière considère comme son devoir d'être à cette heure la forteresse de la germanité menacée ». Les autorités bavaroises nouent des tractations avec les milieux et organisations nationalistes berlinoises, comme le Stahlhelm, afin de renverser le gouvernement fédéral, ce qui n'empêche pas le chef de celui-ci, Streseman, de chercher le soutien des dirigeants bavarois. Ces contacts ne débouchent sur aucun résultat.
Mi-octobre, Hitler rencontre Lossow, qui lors d'une réunion d'officiers a sévèrement critiqué le mouvement nazi ; il le fait changer de position, Lossow déclarant peu après, lors d'une nouvelle réunion d'officiers que la Reichswehr soutiendrait les efforts nationalistes de Hitler. Le 24 octobre, Hitler expose ses vues politiques à Seisser, pendant qu'à son insu, Lossow négocie avec les responsables militaires des organisations nationalistes. Le 25 octobre, Hitler et le Dr. Weber, responsable du groupe paramilitaire « Oberland », ont une entrevue avec Seisser et Lossow : Hitler leur expose son projet de mettre en place un directoire, dont il fera partie aux côtés de Ludendorff, Lossow et Seisser, mais sans Kahr ; il affirme également qu'il sait qu'il ne peut rien entreprendre sans le soutien de la police et de l'armée. Ces pourparlers se poursuivent quelques jours, eux aussi sans résultat.
Le 6 novembre, Kahr, Lossow et Seisser organisent, en l'absence de Hitler, une réunion avec les responsables du Kampfbund, qui regroupe les milices nationalistes : ils y affirment leur volonté d'empêcher par la force toute tentative de putsch en Bavière. Cette position est confirmée le 8, lors d'une rencontre entre Kahr et Ludendorff : le renversement du gouvernement doit venir de Berlin et non partir de Munich.

## Le putsch

### Les préparatifs

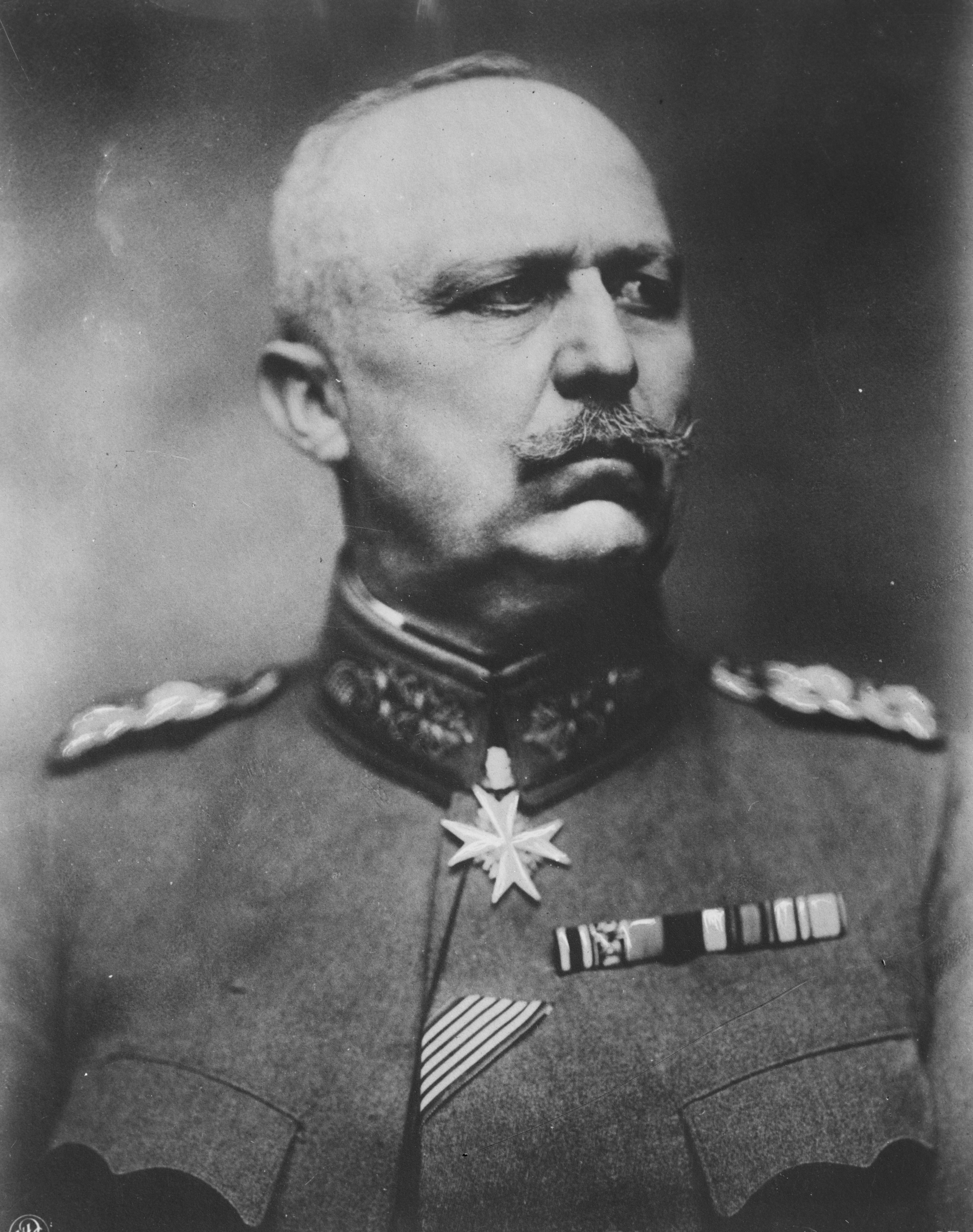
Erich Ludendorff, arborant notamment la croix Pour le mérite.

Craignant d'être lâché par les paramilitaires en cas d'inaction contre le gouvernement fédéral ou pris de vitesse par les nouvelles autorités bavaroises, Hitler maintient ses contacts avec le triumvirat bavarois ; mais, fort du soutien de Ludendorff, dont l'incontestable savoir-faire militaire s'accompagne d'une niaiserie politique sans bornes, il décide de tenter un coup de force à une date dictée par l'urgence mais aussi d'une portée symbolique : le 9 novembre, date anniversaire de la proclamation de la république en 1918.
Le putsch est préparé par Hitler les 6 et 7 novembre ; le 7 au matin, il rencontre Weber, Ludendorff, Göring, Scheubner-Richter et Kriebel, responsable militaire du Kampfbund. Le putsch doit se produire à Munich, mais aussi dans les principales villes bavaroises, Ratisbonne, Augsbourg, Ingolstadt, Nuremberg et Wurtzbourg : les groupes armés nationalistes doivent y prendre le contrôle des gares, du télégraphe, du téléphone et des stations de radio, des bâtiments publics et des commissariats ; les dirigeants socialistes et communistes et les responsables syndicaux doivent être immédiatement arrêtés. À Munich, les putschistes disposent d'au maximum 4 000 hommes dont moins de la moitié proviennent du parti nazi ou de la SA : en face d'eux, 2 600 policiers et soldats, mieux organisés et mieux armés que les putschistes et disposant de réserves.
La préparation du putsch fait naître de nouvelles rumeurs sur une tentative de prise du pouvoir, après celles qui ont couru en août et septembre : si Lossow les prend au sérieux et donne l'ordre à ses officiers supérieurs de réprimer tout coup d'État, en mentionnant spécifiquement Hitler comme en étant l'instigateur, Seisser, confiant dans les assurances qui lui ont été données par Ludendorff, ne prend pas position et Kahr, persuadé que Hitler et Ludendorff n'entreprendront rien sans l'avertir au préalable, demande que les mesures de sécurité pour la réunion du 8 novembre à la Bürgerbräukeller soient aussi légères et discrètes que possible.

### À laBürgerbräukeller

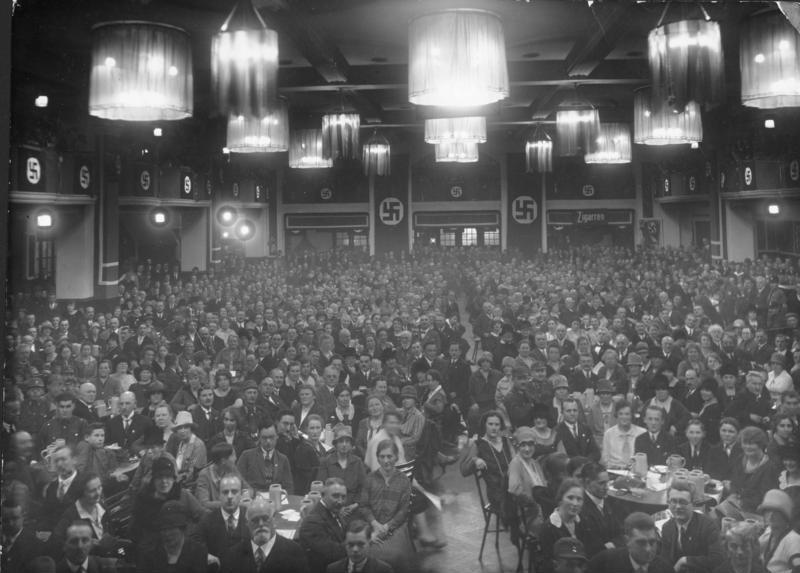
Réunion nazie à la Bürgerbräukeller, vers 1923.

Le soir du 8 novembre 1923, vers 19 heures, Kahr, accompagné de Lossow et Seisser, arrive à la Bürgerbräukeller, une brasserie de Munich,. Conformément aux instructions de Kahr, le dispositif policier est léger : douze officiers de la police criminelle sont présents dans la salle, trente membres de la Hauptwache (police de réserve) assurent le maintien de l'ordre à l'extérieur, le gros des forces de police étant stationné à plusieurs centaines de mètres. La salle est rapidement comble et ses portes sont fermées vers 19 h 15 : le public, 3 000 personnes, comporte de hauts représentants des autorités politiques, policières et militaires bavaroises et des membres de la bourgeoisie et des professions libérales. Peu après 20 heures, Hitler arrive devant la brasserie dont les alentours sont remplis de curieux. Surpris par cette affluence, Hitler demande aux policiers présents de faire évacuer les lieux : ceux-ci appellent des renforts, font dégager les abords de la salle, puis renvoient les renforts dans leur cantonnement. Les premiers camions chargés de membres de la SA arrivent vers 20 h 10, suivis, vers 20 h 30, par des membres de la Stosstruppe.
Au début du discours de Kahr, peu après 20 h 30, et alors qu'il prononce la phrase « L'homme le plus énergique, même s'il possède les pouvoirs les plus étendus, ne peut pas sauver le peuple, s'il ne reçoit pas du peuple un appui actif, inspiré par l'esprit national », il est interrompu par un grand tumulte. Dirigé par Adolf Hitler, un pistolet à la main, un groupe d'hommes en armes fait irruption dans la salle et place une mitrailleuse en batterie à l'entrée de celle-ci. Après s'être difficilement frayé un chemin au sein de la foule compacte, Hitler et une poignée de ses hommes s'approchent de l'estrade, sur laquelle monte Hitler après avoir ramené le silence en tirant un coup de feu en l'air. Vers 20 h 45, il adresse quelques mots au public : « La révolution nationale a éclaté. La salle est occupée par six cents hommes armés. Si le calme ne s'établit pas immédiatement, une mitrailleuse viendra sur la galerie. Le gouvernement bavarois est renversé, un gouvernement provisoire est formé. » Par vantardise et pour impressionner la salle, il affirme également que « les casernes de la Reichswehr et de la police du land sont occupées, la Reichswehr et la police sont en marche sous leurs étendards à croix gammée ».
Hitler entraîne Kahr, Lossow et Seissler dans une pièce attenante, réservée par Hess, et leur explique qu'il compte prendre la tête d'un nouveau gouvernement dont il assume la direction et dont font partie Ludendorff – qui n'est pas encore arrivé à la brasserie –, à la tête de l'armée, Lossow comme ministre de la Reichswehr, Seisser comme ministre de la police, Kahr se voyant attribuer le poste de régent de Bavière. L'objectif de ce nouveau gouvernement est d'organiser une marche sur Berlin pour renverser le gouvernement fédéral. S'engagent alors, dans un climat de forte tension et sous la contrainte, des discussions confuses au cours desquelles les membres du triumvirat bavarois tergiversent et cherchent à temporiser. Après quinze minutes de discussion, l'absence d'accord n'empêche pas Hitler de retourner dans la salle principale de la brasserie, où l'ordre est assuré par Hermann Göring, pour déclarer à la foule qu'un accord sera obtenu dans les dix minutes qui suivent, puis de retourner négocier. Pendant ce deuxième entretien, des cris Heil! Heil! s'entendent venant de la grande salle, et Ludendorff fait son entrée dans la pièce où se tiennent les négociations. Il proclame son soutien au projet de Hitler : « Il s'agit de la patrie et de la grande cause nationale du peuple allemand et je ne peux que vous conseiller : venez avec nous, faites la même chose ». Tour à tour, Lossow, Seisser et Kahr acceptent. Les nouveaux acolytes montent à la tribune et s'assurent de leur soutien mutuel : Hitler enflamme la salle en prononçant un violent réquisitoire contre les « criminels de novembre ». Le discours de Hitler et les brèves allocution de Kahr, Lossow et Seisser suscitent un tonnerre d'applaudissements et l'approbation générale du public. Celui-ci est ensuite autorisé à quitter la salle, à l'exception d'un groupe d'otages, dont des membres du gouvernement et les principaux dirigeants de la police munichoise, arrêtés par Rudolf Hess, à la demande de Hitler.

### En ville
Si tout se passe comme prévu à l'intérieur de la brasserie, l'impréparation des putschistes se fait sentir à l'extérieur. Wilhelm Frick, chef de la section politique de la préfecture de police, réussit à paralyser l'action des forces de police, déjà largement acquises à la cause nationaliste,, et Ernst Röhm occupe le Wehrkreis (quartier général du district militaire) vers 22 h, mais ne pense à en contrôler le central téléphonique qu'après une heure et demie, ce qui permet aux autorités légales d'appeler des renforts militaires de province.

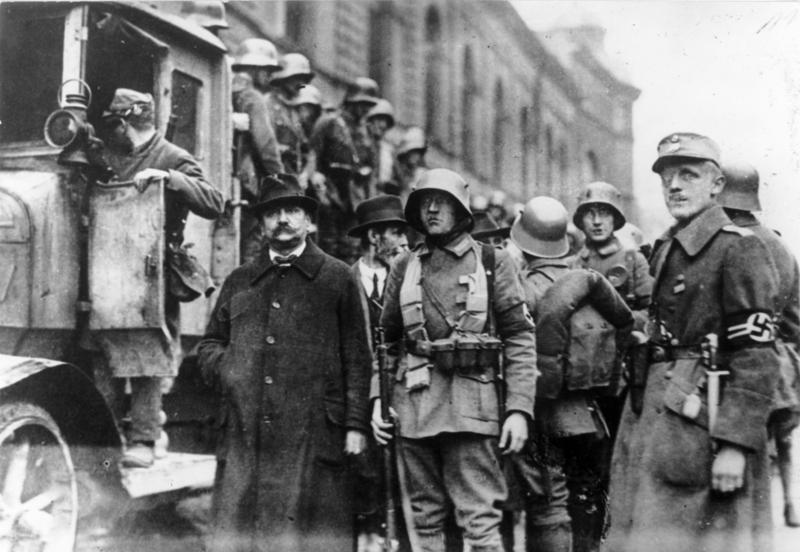
Membres des milices nazies lors du putsch.

Confiant dans le ralliement de la Reichswehr, des autorités et de la population à son coup d'État et à son projet de marche sur Berlin, Hitler néglige de faire occuper systématiquement les centraux téléphoniques, les gares, les ministères et les casernes, qui restent donc sous le contrôle des autorités bavaroises.
Alors que Hitler se rend en ville pour y suivre le déroulement des opérations, Ludendorff autorise Kahr, Lossow et Seisser à rentrer chez eux. Ceux-ci en profitent pour renier leur soutien au putsch, obtenu, selon eux, sous la contrainte, et prennent contact avec l'armée, la police et les médias pour contrer l'action de Hitler.
L'action des putschistes en ville est particulièrement confuse et mal organisée : le 3e bataillon du régiment SA de Munich se procure 3 000 fusils cachés dans le monastère de la place Sainte-Anne, puis ne prend plus part à aucune action, à l'exception de l'un de ses pelotons. L'une des organisations participant au putsch, le groupe Oberland, échoue à investir la caserne du 19e régiment d'infanterie et à s'y emparer d'armes et connaît la même absence de résultat à la caserne du génie. Dans la nuit, et après son succès au Wehrkreiskommando, Röhm tente en vain de s'emparer du quartier général de la ville. Si la majorité des élèves de l'école d'infanterie se rallient au putsch, tel n'est pas le cas de la 7e division d'infanterie.
Réfugiés dans la caserne du 19e régiment d'infanterie, Kahr, Lossow et Seisser envoient, peu avant trois heures du matin, un message de la Reichswehr à toutes les stations de radio allemandes désavouant la tentative de putsch. Lossow donne également ordre à différentes unités de l'armée bavaroise de marcher sur Munich pour écraser le coup d'État. Lorsque Gustav Stresemann prend connaissance des événements, il les condamne immédiatement et déclare que toute aide aux putschistes est un acte de haute trahison.

### La marche sur la Feldherrnhalle et l'échec final

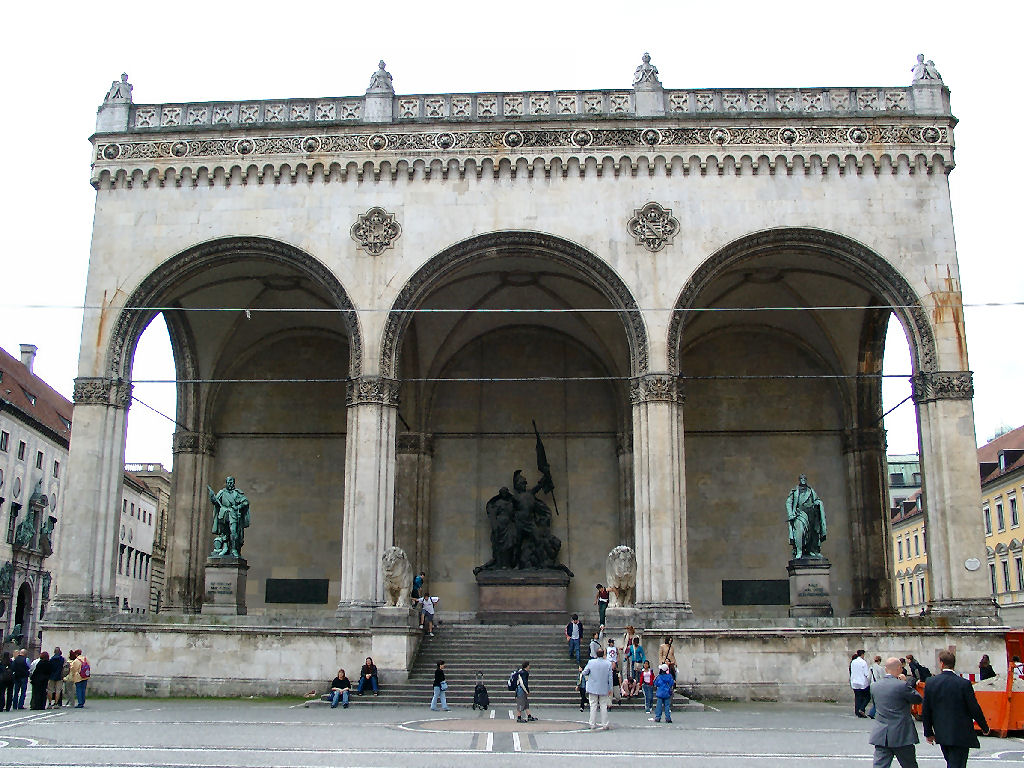
La Feldherrnhalle, dernière étape du putsch.

Le 9 novembre 1923, il est clair que les forces armées et la police sont restées loyales au régime légal ; quant aux projets et tentatives de coup de force dans le reste de la Bavière, ils n'ont pas vu le jour ou bien connu un échec rapide. Si le coup d'État semble avoir échoué, la confusion règne encore : depuis l'aube, la ville est couverte de proclamations contradictoires émanant des putschistes et du gouvernement bavarois.
En fin de matinée, Hitler et Ludendorff, persuadés que la Reichswehr ne tirera jamais sur « le stratège de la Première Guerre mondiale » rassemblent 2 000 putschistes. Avec Hitler et Ludendorff à l'avant, les manifestants s'avancent à douze de front avec, en tête, les membres de la Stosstruppe, des SA et d’Oberland, suivis par des étudiants de l'école d'infanterie et les membres du corps de cavalerie de la SA, qui n'ont jamais reçu d'ordre depuis le début de putsch. Le défilé débute sous les acclamations de la foule et passe sans encombre un premier barrage de police sur le Ludwigsbrücke (pont surplombant l'Isar). Peu après midi et demi, à l'approche de la Feldherrnhalle, les manifestants sont confrontés à un deuxième cordon de police : dans des circonstances particulièrement confuses, un échange de coups de feu éclate et les manifestants se débandent. Göring est grièvement blessé à l’aine, Max Erwin von Scheubner-Richter tué et Hitler a l'épaule démise. On dénombre quatre victimes parmi les policiers et seize morts chez les putschistes dont seulement cinq membres de la Stosstruppe, la garde rapprochée du Führer, la future SS. C'est de cet épisode que naît le mythe de la Blutfahne, drapeau qui aurait été taché par le sang d'Ulrich Graf, un des gardes du corps de Hitler qui lui aurait servi de bouclier, arrêtant de son corps les balles qui auraient pu tuer le futur Führer. La police arrête immédiatement, entre autres, Ludendorff et Streicher, alors que Göring parvient à s'échapper. Hitler, qui s'est enfui dès les premiers coups de feu, est arrêté le 11 novembre dans la maison de campagne d'Ernst Hanfstaengl, où il s'est réfugié.

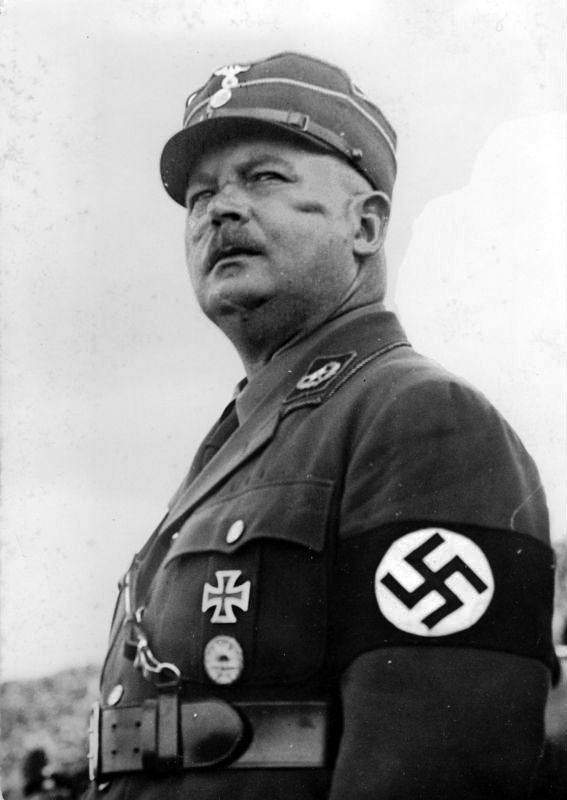
Ernst Röhm.

Encerclé par la Reichswehr, dont des éléments sont arrivés d'Augsbourg, dans le bâtiment du commandement de la région militaire, Ernst Röhm, dont le porte-drapeau est Heinrich Himmler, exige du général Franz von Epp et du général Jakob von Danner, qui veulent sa reddition, un ordre de Ludendorff. Après avoir appris l'échec de la marche sur la Feldherrnhalle et l'arrestation de Ludendorff, il accepte la demande de von Danner, qui lui propose que ses hommes puissent quitter la place avec les honneurs militaires ; désarmés, les putschistes quittent le bâtiment et seul Röhm est immédiatement arrêté.

## Le procès
Le procès des dirigeants putschistes,, accusés de haute trahison contre le gouvernement et du meurtre de quatre policiers, deux crimes passibles de la peine de mort,, se déroule du 26 février au 1er avril 1924, en partie à huis clos. Il est connu en allemand sous le nom Hitler-Prozess, ou Hitler-Ludendorff-Prozess. Afin de pouvoir mieux contrôler le déroulement des débats, les autorités bavaroises obtiennent que le procès se déroule devant le tribunal du peuple de Munich, et non devant la cour du Reich à Leipzig.
Tant les procureurs que les juges manifestent une évidente sympathie à l'égard des accusés et déploient tous leurs efforts pour ne pas impliquer Ludendorff dans les faits. Quant au président du tribunal, Neithardt, il estimait que Ludendorff était « le seul atout de l'Allemagne ». Des témoins essentiels ne sont pas invités à déposer et des pièces fondamentales ne sont pas produites, notamment afin de ne pas évoquer la complicité de Kahr, Lossow, Seiser et de la Reichswehr dans le projet de renversement du gouvernement de Berlin. Ce climat permet à Hitler de transformer le procès en une opération de propagande, « un carnaval politique », et d'y prononcer de véritables discours ; « s'il s'est montré piteux face à la police, il [Hitler] révèle lors de son procès son écrasante supériorité oratoire ». Le premier procureur va jusqu'à affirmer : « Hitler est un homme hautement doué qui, parti de peu, a atteint par son sérieux et son travail acharné une situation respectée dans la vie publique. Il s'est totalement sacrifié aux idées qui le pénétraient et il a pleinement accompli son devoir de soldat. On ne peut lui reprocher d'avoir utilisé à son profit la situation qu'il s'est faite ».

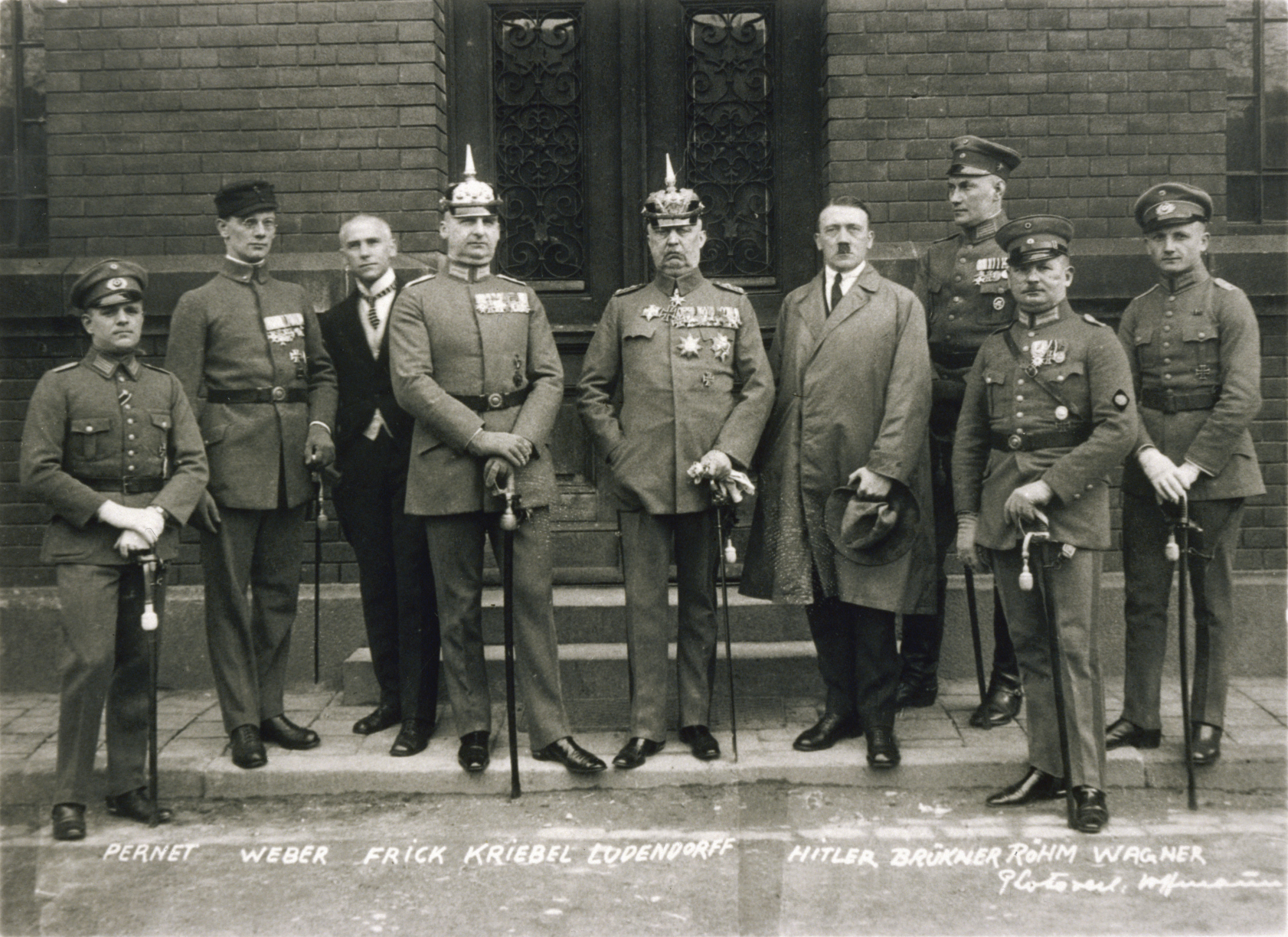
Les principaux accusés : Pernet, Weber, Frick, Kriebel, Lüdendorff, Hitler, Brückner, Röhm, Wagner.

Hitler revendique sa totale responsabilité dans la tentative de coup d'État et déclare lors de son procès :

« Je ne suis pas venu au tribunal pour nier quoi que ce soit ou éviter mes responsabilités. […] [Ce putsch] Je l'ai porté seul. En dernière analyse, je suis le seul à l'avoir souhaité. Les autres accusés n'ont collaboré avec moi qu'à la fin. Je suis convaincu que je n'ai rien souhaité de mal. Je porte les responsabilités pour toutes les conséquences. Mais je dois dire que je ne suis pas un criminel et que je ne me perçois pas comme tel, bien au contraire. »

Les peines prononcées sont particulièrement légères : Hitler, le préfet de police Ernst Pöhner, Kriebel et Weber sont condamnés à cinq ans de forteresse, avec déduction de leurs six mois de détention préventive ; les autres accusés, dont Ernst Röhm sont condamnés à des peines si légères qu'elles sont absorbées par leur détention préventive : ils sont libérés sur parole à l'issue du procès. Ludendorff est acquitté. Le tribunal justifie sa clémence en arguant que les putschistes « avaient été guidés par un pur esprit patriotique et par la plus noble des volontés ». De plus, Hitler échappe à l'expulsion vers l'Autriche, pourtant prévue par la section 9, §2 de la loi pour la protection de la république,, qui selon les juges ne saurait s'appliquer à un homme tel que Hitler « qui pense et sent en allemand. »
Malgré sa condamnation avec sursis de 1922, qui rendait légalement tout nouveau sursis impossible, Hitler sort par anticipation de prison le 20 décembre 1924, mais reste interdit de parole en public dans la majeure partie de l'Allemagne jusqu'en 1927 et interdit de séjour en Prusse jusqu'en 1928.

## Les conséquences

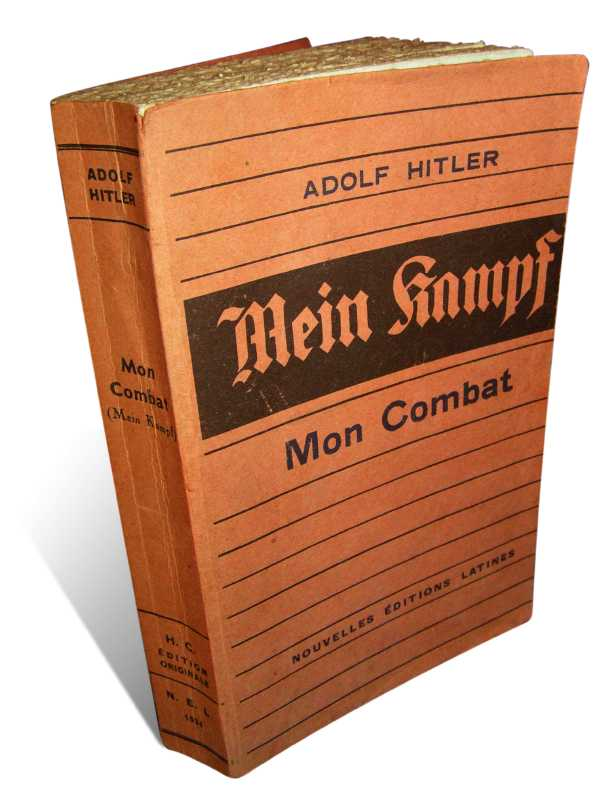
Un exemplaire de Mein Kampf.

Le NSDAP est interdit dès le 9 novembre, interdiction levée en avril 1925 à l'instigation du ministre de la Justice Franz Gürtner. Devenu illégal, privé de son chef, qui en a confié la direction ad interim à un Alfred Rosenberg « totalement incapable d'acquérir une autorité quelconque » selon l'historien Richard J. Evans, le parti nazi est traversé par des querelles entre factions notamment suscitées par Ernst Röhm ou par Julius Streicher. Il connaît une véritable éclipse et est au bord de la disparition pure et simple.
L'une des conséquences de la tentative de putsch est un changement de stratégie d'Adolf Hitler. Selon Georges Goriely, dans les années qui suivent, il évite de se donner une allure de putschiste et s'emploie plutôt à mettre dans son jeu les puissances traditionnelles. Cette analyse est partagée par Robert O. Paxton : « Le putsch manqué de la brasserie fut écrasé si ignominieusement par les patrons conservateurs de Bavière que Hitler se jura de ne plus jamais tenter de s'emparer du pouvoir par la force. Cela signifiait que les nazis allaient devoir respecter, au moins superficiellement, la légalité constitutionnelle, même s'ils n'allaient jamais abandonner les violences ciblées qui étaient un élément central de leur pouvoir d'attraction, ni les allusions aux objectifs plus vastes qu'ils comptaient poursuivre une fois au pouvoir ».

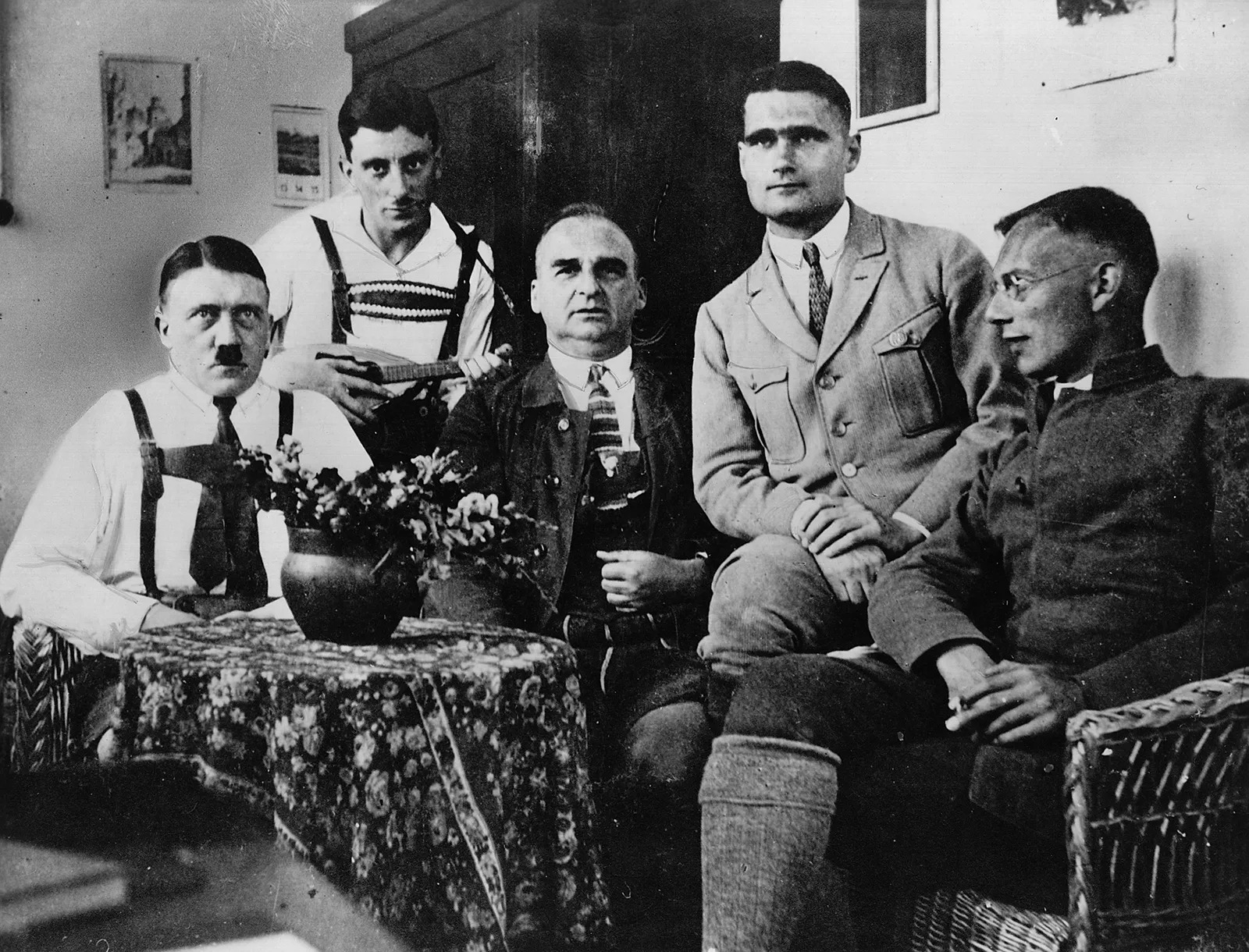
Les principaux putschistes internés à la prison de Landsberg en 1924. De gauche à droite : Adolf Hitler, Emil Maurice, Hermann Kriebel, Rudolf Hess ainsi que Friedrich Weber.

Pour reprendre la formule de Joachim Fest, « il ne faut pas en déduire […] que Hitler était prêt à accepter la légalité comme une barrière inviolable, mais seulement qu'il était décidé à développer l'illégalité à l'abri de la légalité,. »
À la prison de Landsberg, Hitler dispose d'une cellule spacieuse et confortablement meublée dans laquelle il reçoit plus de cinq cents visiteurs pendant ses neuf mois de détention ; à la suggestion de Max Amann, il dicte à Emil Maurice et Rudolf Hess un compte rendu de sa vie et de ses opinions qui paraît en 1925 : Mein Kampf.
« L'année qui aurait dû être celle du bannissement définitif du spectre de Hitler vit au contraire la genèse de sa prééminence absolue au sein du mouvement völkisch et de son ascension vers l'autorité suprême. Avec le recul, l'année 1924 apparaît comme le moment où, tel un phénix renaissant de ses cendres, Hitler put commencer à s'extraire des décombres d'un mouvement völkisch éparpillé pour devenir le chef absolu, dominant sans partage un parti nazi réformé, plus solidement structuré et mieux soudé », écrit Ian Kershaw.

## La commémoration

Hitler pendant le congrès du parti (le Reichsparteitag) de 1935 à Nuremberg. Derrière Hitler, la Blutfahne et son porteur officiel Jakob Grimminger.

Dès 1924, la propagande national-socialiste s'est appliquée à donner au putsch une dimension héroïque qui s'amplifie encore après l'arrivée des nazis au pouvoir. À partir de 1933 se déroulent chaque année à Munich des commémorations à la mémoire des victimes nazies qui deviennent de véritables martyrs de l'Allemagne et du mouvement : 

« Notre mouvement est né de toute cette détresse, et il a donc dû prendre des décisions difficiles dès les premiers jours. Et l'une de ces décisions a été la décision de mener la révolte des 8 et 9 novembre 1923. Cette décision a échoué en apparence à l'époque, seulement, c'est du sort des victimes que le salut de l'Allemagne a pu venir. »

Hitler dédie aux seize victimes de son parti, les Blutzeuge (« martyrs »), le premier volume de Mein Kampf. La médaille que le Führer décerne à tous ceux qui ont participé au putsch, l'ordre du sang, est la plus haute distinction du NSDAP.

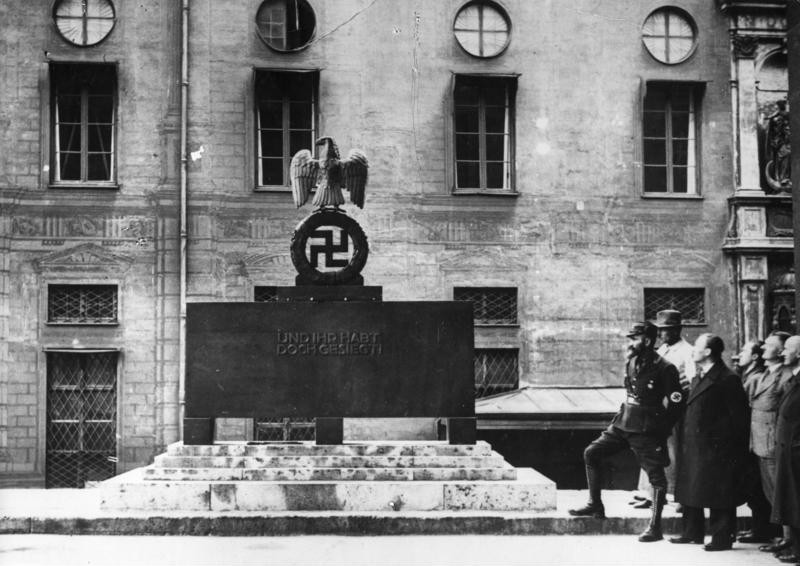
Un des mausolées de la Feldherrnhalle en 1935.

Un véritable mythe est mis en place autour du putsch. La Blutfahne (drapeau du sang), qui désigne le drapeau porté par Andreas Bauriedl lors de la marche des putschistes, est élevé au rang d'objet de culte. À partir de 1926, elle est glorifiée lors des congrès du parti et utilisée pour consacrer les drapeaux du parti et les fanions de la SS. Jakob Grimminger, qui avait participé au putsch, est le porteur officiel de la Blutfahne. « Elles [les victimes] deviennent le noyau d'un mythe qui joue un rôle significatif dans l'arrivée du parti [nazi] au pouvoir. À travers elles, un échec ignominieux est transformé en un glorieux défi à la tyrannie. »

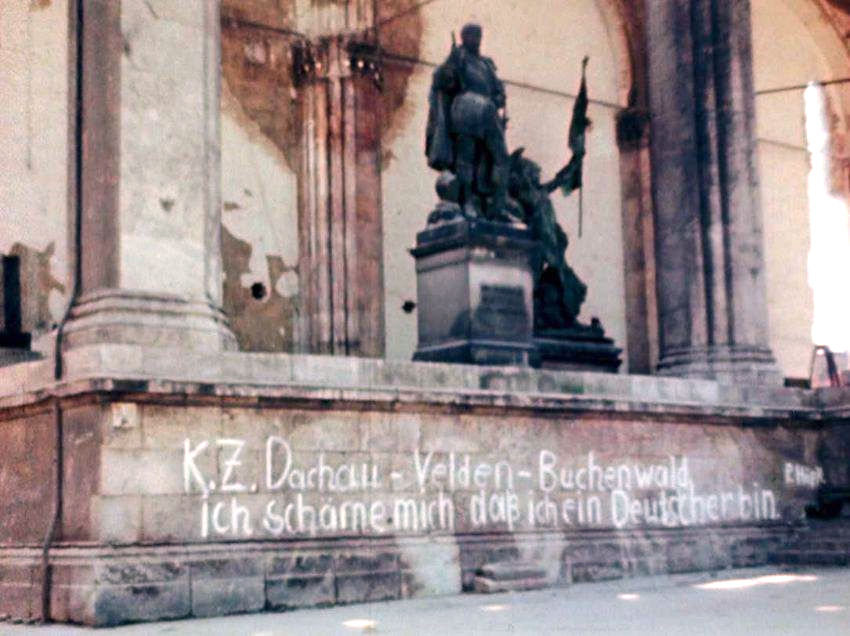
Le monument Feldherrnhalle à Munich après l'entrée de l'armée américaine en 1945. Une inscription anonyme à la peinture blanche sur le monument fait comme un commentaire sur les crimes allemands de l'ère nazie :
« Camps de concentration de Dachau - Velden - Buchenwald. J'ai honte d'être Allemand. »

À Munich, sur la Königsplatz, Hitler fait ériger en 1935 deux mausolées, les temples d'honneur (en), pour les seize putschistes tués, dans lesquels leurs restes sont transférés. Sur la Feldherrnhalle, Hitler fait poser une plaque devant laquelle est postée une sentinelle. Les passants doivent saluer la plaque du salut hitlérien à leur passage.

« Je me suis rendu à pied jusqu'à la Feldherrnhalle. On salue les morts. Acte solennel et somptueux. Le Führer leur rend un dernier hommage. Moment grandiose. Beau et efficace comme jamais. »

— Joseph Goebbels, 9 novembre 1935.
À l'arrivée des troupes américaines, les deux mausolées sont dynamités. Il n'en reste plus que les socles aujourd'hui. La plaque de la Feldherrnhalle est retirée en 1945 ; depuis 1993, une nouvelle plaque rappelle la mémoire des policiers tués.

## Documentaire
- 2023 : 1923, le putch d'Hitler réalisé par Dominic Saville et Lyndy Saville